# Román Sándor
Román Sándor (Ricse, 1965. július 2. –) magyar táncművész, koreográfus, színházi rendező, érdemes művész, a Halhatatlanok Társulatának örökös tagja, az ExperiDance Tánctársulat egykori alapítója, művészeti vezetője és résztulajdonosa. 2019-ben a társulaton belüli botrányok és személyes konfliktusok miatt elszakadt az ExperiDance-től és 2020 őszén, Román Sándor Táncakadémia néven megalapította saját tánciskoláját, Román Sándor Entertainment névem pedig új saját tánctársulatát.
A koreográfus, Román Sándor egyébként a tanítványom, aki úgy döntött, ilyen útra megy. Ki akarja csikarni a közönségből a csodálatot a sebesség és a virtuozitás miatt. Elérte a célját, a közönség imádja. Nagyszerű táncosai vannak!

## Életpályája

### Korai évek
Román Sándor 1965-ben született Ricsén. Román Miklós és Romanovics Ilona gyermekeként beleszületett az autentikus néptánc világába, hiszen szülei gyöngyösbokrétás néptáncos hagyományőrzők voltak, így fiúkat is a múlt és az értékek tiszteletére nevelték. Tánctanulmányait Cigándon kezdte hatévesen, ahol az akkori idők egyik legjobb amatőr tánccsoportjában, a Nagy István vezette Zemplén Gyermek és Ifjúsági Táncegyüttesben vette első néptánc próbáit. Saját bevallása szerint, Cigándon élte meg legboldogabb éveit gyermekként. Az együttes tagjaként 1978 nyarán sikerült kijutnia a XI. Világifjúsági Találkozóra Havannába, ahol Fidel Castro előtt is megmutathatta tehetségét. A táncegyüttessel még ebben az évben eljutott a Röpülj, páva! népművészeti vetélkedő televíziós döntőjéig. Pályaválasztását ezek az élmények nagymértékben befolyásolták.

### Tanulmányai
1979-ben jelentkezett az Állami Balettintézet néptánc szakára, melynek felvételijén a legmagasabb pontszámmal tanulhatott tovább, Timár Sándor növendékeként, akivel már akkor több gyűjtő és tanító körúton vett részt, többek között Erdélyben is. 1983-ban a diploma megszerzése után, a Honvéd Együttes tánckarának tagja, szólistája, majd tánckarvezetője lett, ahol Novák Ferenc révén megismerkedett a táncszínházi úttal és itt többszörösen bizonyíthatta koreográfusi, alkotói tehetségét. 1987-ben a Békéscsabai Országos Felnőtt Szólótáncversenyen Aranysarkantyús táncos
minősítést szerzett, majd megnyerte Az év táncosa díjat. 1988 és 1992 között az Állami Balett Intézet mesterképzésén klasszikus balettmesteri, illetve  néptánc-pedagógus diplomát szerzett, majd a Színház- és Filmművészeti Főiskolán rendezést tanult.

### A kibontakozás
Az iskolák elvégzése után a legnevesebb tánctársulatokban dolgozott. A Honvéd Együttes mellett a Budapest Táncegyüttesnél és az Állami Népi Együttesnél is. Dolgozott a Táncművészeti Főiskolán, a Győri Balettben Markó Ivánnal (Szarvassá változott fiúk; Jézus, az ember fia), a Pécsi Balettben, a Szlovén Nemzeti Operában Ljubljanában és a Bolzano Városi Színházban. Fellépett számos táncfilmben is (Magyar Elektra, A helység kalapácsa, Antigoné).
A klasszikus balett mellett, elkezd kortárs táncművészettel is foglalkozni. Koreográfusként a Nemzeti Színházban és számos vidéki színházban is tevékenykedett. Az ország kimagasló színészeivel, rendezőivel, dramaturgjaival találkozott, és több filmrendezővel dolgozott együtt (Jancsó Miklós, Bereményi Géza, Novák Emil, Meskó Zsolt) a filmek koreográfusaként és aktív közreműködőjeként.  A néptánc műfaján belül olyan új koreográfiákat hoz létre, mint a Nagyapáink tánca, amely az első önálló munkájának tekinthető és a magyar néptánctudás legjavát mutatta be.
1993-1994 között az Amerikai Egyesült Államokban és Kanadában tett tanulmányutat, majd visszatérése után az Magyar Állami Népi Együttes, a Honvéd Táncszínház és a Budapest Táncegyüttes számára készített koreográfiákat, ahol szintén a magyar folklórkincs új irányban való megfogalmazásával foglalkozott. 1994-ben ismét egy önálló darabbal, A kertész álma című alkotásában kísérletet tett a „néptáncszínház” modernizálására, de szakmai műhelyében nem tudott kibontakozni. 1995-ben, tizenhárom év után kilépett a Honvéd Együttes árnyékából. Ekkor kezdett el komolyabban foglalkozni egy saját táncműhely létrehozásának gondolatával. Schwajda György éppen ebben az időben keresett koreográfust a szolnoki Szigligeti Színházba, s mivel látta a Nagyapáink táncát, őt hívta meg azzal a feltétellel, hogy meg kell tanulnia a színházat. 1997-ben vezetésével Szolnokon megalakult a Szigligeti Tánctársulat, későbbi nevén Román Sándor Táncszínháza. A társulat számára készített A pokol színei című darab ősbemutatóját Budapesten mutatták be, csakúgy mint az 1998-as A manna és A párduc című zenés műveket.

### Az ExperiDance
A nagy áttörést a millecentenáriumi megkeresés jelentette Román Sándor számára. A minisztérium azt kérte, hogy a Szigligeti tánctársulata készítsen egy kétrészes produkciót a magyar történelemről "Ezeregy év meséi" címmel.
Román Sándor a színházban és a filmezésben szerzett tapasztalatait az ExperiDance együttesben sűrítette össze, melynek eredménye egy új táncstílus létrejötte. Schwajda György támogatásával megalkotta az ExperiDance első egész estés előadását,.az Ezeregyév című művét, amely a tánc nyelvezetével mutatta be a Magyar történelem elmúlt 1000 évét, a honfoglalástól napjainkig. Az ősbemutató 2000. március 15-én volt, a szolnoki Szigligeti Színházban. A lapkiadással foglalkozó Vona Tibor üzleti- és Román Sándor művészi vénájának találkozása eredményeként, erejük egységesítésével 2000 októberében megalapították az ExperiDance Tánctársulatot. A társulat a rendkívül gazdag magyar tánchagyományok megismertetését és népszerűsítését tűzte ki célul. Alapvető célkitűzésük, hogy a balettművészetbe beleépítse azokat a magyar elemeket, melyek egyedi stílusjegyeket hoznak létre a klasszikus műfajban, de megtartva annak hagyományait is. A táncszakma nagy elismerését, az Európa Magyar Táncdíjat 2001-ben nyerte el a tánctársulat.
Az ExperiDance a minőségi szórakoztatás meghatározó védjegye lett, amelyet országszerte elismerés övez. A magyar tánckultúra utazó nagyköveteként járják a világot, s a magyarság, a magyar értékek üzenetét viszik. Közel két évtized alatt több mint 2500 teltházas előadással büszkélkedhetnek és 17 országban több mint két és fél millióan látták az előadásaikat.

#### Az ExperiDance botrány
- 2018 második felében  Román Sándor, miután a nevével több újságcikk is megjelent az ExperiDance TAO támogatásával kapcsolatos esetleges visszaélések, illetve  visszásságok tárgyában, elkezdett érdeklődni Vona Tibornál, az Experidance másik tulajdonosánál és ügyvezetőjénél az Experidance pénzügyeivel  kapcsolatban. Vona Tibor minden tájékoztatásnyújtásától, valamint iratbetekintéstől elzárkózott, azt mondvacsinált okokra hivatkozva megtagadta.
- 2018 decemberében Vona Tibor a fia, Vona Krisztián részére értékesítette a TBG Kft-t, ami az ExperiDance Production kizárólagos hazai turnészervezője.
- 2018 december – 2019 április Vona Tibor és Román Sándor között folyamatos volt a konfliktus, miután Vona Tibor minden iratba történő betekintést megtagadott.
- 2019 áprilisában a tarthatatlan belső tánckari morális viszonyok miatt több vezető táncos felmondott, melynek eredményeként az előadások ellehetetlenedtek és április 18-tól a társulat műsorszolgáltatása teljesen leállt. A táncosoknak Vona Tibor már nem volt hajlandó a teljesített  fellépések utáni béreket kifizetni.[16]
- 2019. május 1-én több „biztonsági” ember megakadályozta Román Sándort és a táncosokat, hogy az ExperiDance telephelyére bemenjenek és próbáljanak. Biztonsági őrök lepték el az ExperiDance telephelyét és a Táncakadémiára a gyerekek is csak a biztonsági őrök hálójában tudtak bemenni. Román Sándort nem engedték be.
- 2019 júniusában a Táncakadémia  évzáró szülői értekezletére Román Sándort a biztonsági őrök ismét nem engedték be, így végül a szülők jöttek ki az épület elé, hogy Román Sándor tájékoztassa őket.[17]
- 2019 júniusában Vona Tibor az ExperiDance telephelyén sajtótájékoztatót tartott, melyen bejelentette, hogy mostantól a fia cégén futnak keresztül az ExperiDance előadások és az áprilisban felmondott táncosokból – akik miatt az előadások meghiúsultak – megalakult  a Re-Production Kft., akik immár Vona Tibor fia, Vona Krisztián cégének táncolják az ExperiDance darabjait, Román Sándor koreográfiáit. Román Sándort  a biztonsági őrök megakadályozták, hogy bejusson a sajtótájékoztatóra.[18]
- Vona Tibor ügyvezetői tisztségéből vissza van hívva, azonban az ExperiDance  vagyonával továbbra is rendelkezik. Román Sándor bejutását a biztonsági  őrökkel, mind a RaM-ba mind a telephelyre agresszívan akadályozta, iratokat nem adott át és a pénzügyekbe sem engedett betekintést. Számos jogi eljárás indult – törvényességi felügyeletek, nyomozások stb. – melyek jelenleg is folyamatban vannak.[19]

### Román Sándor Táncakadémia
Miután 2019 tavaszán távozott az ExperiDance néven továbbműködő társulattól, tőlük szakmailag elhatárolódva 
megalapította a saját társulatát. 2020. szeptember 7-én indult a Román Sándor Táncakadémia ahol az új tagok képzése mellett – akik a későbbiekben a tánckar utánpótlását jelentik majd – 
az akadémián keresztül lehetőséget ad, a tehetséges gyerekek számára is. A képzésre 3-16 éves kor közötti gyerekek jelentkezhetnek. A Román Sándor vezetésével alapított táncakadémia tanárai, minőségi tematikával, a korcsoportoknak megfelelő differenciált módszertannal oktatnak. A táncakadémia célja többek között az, hogy a következő táncos generációt kinevelje, akikből a jövő koreográfusai és táncművészei lehetnek. Küldetése az is, hogy a fiatalokat arra képezze, hogy továbbvigyék a hagyományokat és hozzátegyenek a magyar tánckultúra értékeihez.
Mottója:"Megőrizve meghaladni".

### Román Sándor Entertainment
Román Sándor élete egyik legmegrázóbb élményének tartja, ahogy véget ért az ExperiDance Tánctársulatban folytatott munkája, ráadásul a járványügyi helyzet is megnehezítette továbblépését. 
A pandémia előadásmentes időszakát kihasználva azonban megújult társulatával. Egykori ExperiDance-tagokkal és újabb fiatal művészekkel, négy új táncos darabot alkotott, amelyeket belföldön és külföldön is terveznek majd bemutatni. Új projektjének első egész estés bemutatója a Budai Várnegyedben, a Szentháromság téren volt, 2021. június 24-én Az affér címmel. A darab cselekményét Román Sándor szerint az élet ihlette, amely lényegében egy modern Rómeó és Júlia adaptációra épülő táncprodukció. A premier előtti napon az egészségügyi dolgozók részére egy karitatív előadást is tartottak, a járvány alatt végzett munkájuk előtt tisztelegve. 
A Román Sándor Entertainment következő egész estés műve, a Fun Fiction (Szórakoztató fikció) melyben a darab főhőse egy sármos életművész, aki gazdag nőket lop meg ékszereiktől, miközben egy ügyefogyott nyomozó igyekszik elkapni.

### További sikerek, elismerések
Román Sándort 2006-ban Érdemes Művész kitüntetésben részesítették. 2007-ben a nagysikerű németországi Apassionata lovas európai turnésorozat rendezője és koreográfusa volt. A turné nyolc hónapja alatt több mint 350 000 nézőhöz jutott el Európa-szerte. Még ebben az évben Nagyidán a Nagyidai cigányok díszelőadása után ünnepélyes keretek között a település díszpolgárává választották. 2008-ban, pályája és tevékenysége elismeréseként, a Magyar Köztársasági Érdemrend Tisztikeresztjével tüntették ki, és ugyanezen évben a közönség a Halhatatlanok Társulatának Örökös Tagjává választotta. 2010-ben Gundel művészeti díjjal jutalmazzák eddigi pályafutását.
Román Sándor sikerének egyik titka, hogy olyan közlési formát épített fel és olyan előadásokat állít a színpadra, amelyet nemcsak a szakma, hanem a nagyközönség is jól megért.
Maga a szakma ami itt van ez ugyanolyan, hogy készülünk valamire, készülünk testtel, készülünk lélekkel. De ezt csakúgy lehet csinálni, hogy ha ezt szeretem. 

## Színházi munkái
A Színházi Adattárban regisztrált bemutatóinak száma: színészként: 4; rendezőként: 2; koreográfusként: 33.

### Színészként
- Szörényi Levente: Kőműves Kelemen....Ambrus
- Nagy-Novák: A lovagkirály....László táncos alteregója
- Móricz Zsigmond: Úri muri....Kudora
- Schwajda György: A rátóti legényanya....Béla szamár; Béla béka

### Rendezőként
- Czomba Imre: Revans (2003)
- Bernstein: West Side Story (2009)

### Koreográfusként
| - Nagy-Novák: A lovagkirály (1995) - Novák Ferenc: A csodaszarvas (1996) - Kodály Zoltán: Háry János (1996) - Szörényi Levente: Kőműves Kelemen (1996) - MacDermot: Hair (1997, 2010) - Szörényi Levente: A kiátkozott (1997) - William Shakespeare: A velencei kalmár (1997) - Lehár Ferenc: Luxemburg grófja (1997) - Carlo Goldoni: A chioggiai csetepaté (1997-1998) - Romhányi József: Hamupipőke (1997) - Loewe: My Fair Lady (1998) - Schwajda György: A rátóti legényanya (1998) - Kacsóh Pongrác: János vitéz (1998) - Bock: Hegedűs a háztetőn (1999) - Offenbach: Hoffmann meséi (1999) | - Szörényi-Bródy: Atilla – Isten kardja (1999) - Strauss: A cigánybáró (1999) - Arisztophanész: Lüszisztráté (1999) - Szirmai Albert: Mágnás Miska (1999, 2011) - Szörényi Levente: István, a király (2000) - Barta Lajos: Szerelem (2000) - Szörényi Levente: Veled, Uram! (2000) - Leigh: La Mancha lovagja (2000) - Vörösmarty Mihály: Csongor és Tünde (2000) - Gorkij: Éjjeli menedékhely (2001) - Ibsen: Peer Gynt (2002) - Székely János: Caligula helytartója (2002) - Czomba Imre: Revans (2003) - Huszka Jenő: Mária főhadnagy (2004, 2006) - Bernstein: West Side Story (2009) |

### Egyéb színházi munkái
- Attila – Isten kardja
- Balkáni gerle
- Bartók
- Boldogság 69:09
- Elégia
- Esszencia
- Ezeregyév
- A fából faragott királyfi
- A kertész álma – A pokol színei
- Klezmer táncszvit
- Magyar évszakok
- Magyar koreográfusok estje
- Manna
- Muskétások, avagy kevés Dumas, sok tánc
- Nagyapáék tánca
- Nagyidai cigányok
- Párduc
- Passió
- Pásztordal
- A pokol színei
- Steel – A fém legendája
- Szeget Szeggel
- Szent István – Egy ország születése
- Turandot
- Vad kelet/Tündérvilág

## Filmjei
- Könyörtelen idők (1992) (színész)
- Nekem lámpást adott kezembe az Úr Pesten (1999) (koreográfus)
- Vörösmarty Mihály: Csongor és Tünde (2001) (tánc)
- Sobri (2002) (színész)
- Szent Iván napja (2003) (koreográfus)
- A Szent Lőrinc folyó lazacai (2003) (koreográfus)
- Ólomidő (2005) (színész)
- Köszönet a szabadság hőseinek (2006) (koreográfus)
- Tűztánc 2008 (2008) (koreográfus)

## Díjai, elismerései
- Néptáncosi nívódíj (1987)
- Harangozó Gyula-díj (1996)
- Imre Zoltán-díj (1999)
- Gyermekekért díj (2004) [28]
- Érdemes művész (2006)
- Nagyida díszpolgára (2007)
- Örökös tag a Halhatatlanok Társulatában (2008)
- A Magyar Köztársasági Érdemrend tisztikeresztje (2008)
- Gundel művészeti díj (2010)
- Cigánd díszpolgára (2010)